# Kara Lawson
Kara Marie Lawson (Alexandria, 14 februari 1981) is een voormalig Amerikaans basketbalspeelster. Zij won met het Amerikaans basketbalteam de gouden medaille tijdens de Olympische Zomerspelen. Ook won zo goud als coach van het Amerikaanse 3×3-basketbalteam.
Lawson speelde voor het team van de University of Tennessee, voordat zij in 2003 haar WNBA-debuut maakte bij de Sacramento Monarchs. In 2005 wist ze met dit team het landelijke kampioenschap te winnen. In 2015 ging ze na 13 seizoenen met pensioen als speler. 
Tijdens de Olympische Zomerspelen 2008 in Peking won ze olympisch goud door Australië te verslaan in de finale. Als coach won ze goud tijdens het 3×3-basketbal onderdeel op de Olympische Spelen 2020.
Na haar carrière als speler werd zij basketbalcoach. In 2019 werd ze assistent coach bij de Boston Celtics in de NBA. Sinds 2020 is ze coach van het vrouwenbasketbalteam van de Duke University. Ook is ze werkzaam als analist voor ESPN.
0 Olympia Scott · 
2 Chelsea Newton · 
4 Kristin Haynie · 
7 Erin Perperoglou · 
9 Hamchétou Maïga · 
14 Nicole Powell · 
20 Kara Lawson · 
21 Ticha Penicheiro · 
22 DeMya Walker · 
32 Rebekkah Brunson · 
33 Yolanda Griffith · 
Coach John Whisenant